# Władimir Starowski
Władimir Nikonowicz Starowski (ros. Влади́мир Ни́конович Старо́вский, ur. 20 kwietnia?/3 maja 1905 we wsi Pomozdino w ujeździe ust'-sysolskim (obecnie rejon syktywkarski) w guberni wołogodzkiej, zm. 20 października 1975 w Moskwie) – radziecki statystyk i urzędnik, Bohater Pracy Socjalistycznej (1975).

## Życiorys
Statystyk biura powiatowego w Ust'-Sysolsku (Syktywkarze), w latach 1921–1923 pomocnik i zastępca kierownika biura obwodowego w Syktywkarze, 1926 ukończył Moskiewski Uniwersytet Państwowy, 1926–1930 doktorant i pracownik naukowy Instytutu Ekonomiki Rosyjskiego Stowarzyszenia Instytutów Naukowo-Badawczych Nauk Społecznych, później pracownik naukowy Sektora Ekonomiczno-Statystycznego Państwowej Komisji Planowania przy Radzie Komisarzy Ludowych ZSRR, 1934–1940 wykładowca Akademii Planowania, od 1939 członek WKP(b), od 1940 doktor nauk ekonomicznych, od października 1940 do 10 sierpnia 1948 szef Centralnego Zarządu Statystycznego Państwowej Komisji Planowania przy Radzie Komisarzy Ludowych/Radzie Ministrów ZSRR, równocześnie od marca 1941 do sierpnia 1948 zastępca przewodniczącego Państwowej Komisji Planowania przy Radzie Komisarzy Ludowych/Radzie Ministrów ZSRR. Od 10 sierpnia 1948 do 6 sierpnia 1975 szef Centralnego Urzędu Statystycznego przy Radzie Ministrów ZSRR, następnie na emeryturze, od 31 października 1961 do śmierci członek Centralnej Komisji Rewizyjnej KPZR. Od 1958 członek korespondent Akademii Nauk ZSRR. Pochowany na Cmentarzu Nowodziewiczym.

## Odznaczenia
- Medal Sierp i Młot Bohatera Pracy Socjalistycznej (30 kwietnia 1975)
- Order Lenina (czterokrotnie – 1939, 1955, 1959 i 1975)
- Order Rewolucji Październikowej (1971)
- Order Czerwonego Sztandaru Pracy (dwukrotnie – 1944 i 1968)
- Order „Znak Honoru” (1941)

I medale.